# السريب (السوادية)

تعديل مصدري - تعديل

السريب هي إحدى قرى عزلة الحراتيك بمديرية السوادية التابعة لمحافظة البيضاء، بلغ تعداد سكانها 161 نسمة حسب تعداد اليمن لعام 2004.